# Vulcanella linaresi
Vulcanella linaresi är en svampdjursart som först beskrevs av Ferrer-Hernandez 1914.  Vulcanella linaresi ingår i släktet Vulcanella och familjen Pachastrellidae. Inga underarter finns listade i Catalogue of Life.